# 노비스

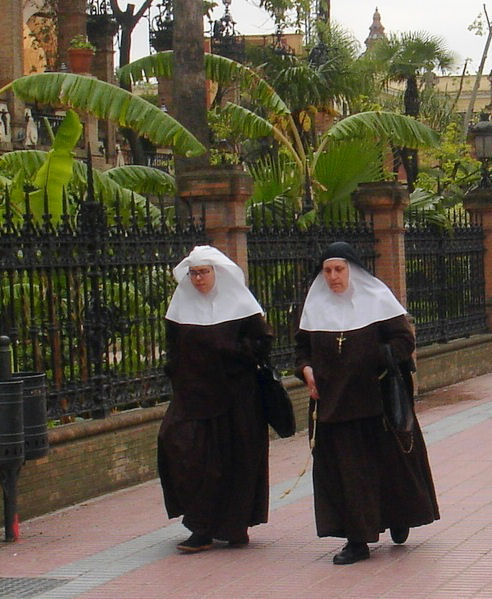

노비스(novice) 또는 수련 수사는 서원을 하기 전에 수습 기간에 특정 종교에 입교하는 사람이다. 노비스는 이전 경험이 없는 전문직에 들어가는 경마와 같은 동물이나 사람을 의미할 수도 있다. 이 경우 초보자, 초심자와 동의어로 취급된다.

## 종교

### 불교
수많은 불교 교단에서 성직 서임을 받는 남성이나 여성은 먼저 수련 수사가 되어야 한다.

### 기독교
로마 가톨릭교회 교회법과 전통에서 수련 수사는 수도회의 차기 일원이다.

### 만다야교
만다야교에서 만다야교 사제직으로 시작하는 수련 수사는 수알리아(šualia)로 부른다.